# NGC 4397
NGC 4397 est constitué de trois étoiles situées dans la constellation de la Chevelure de Bérénice. L'astronome allemand Wilhelm Tempel a enregistré la position ces étoiles en 1877.